# Xenistius
Xenistius is een geslacht van straalvinnige vissen uit de familie van grombaarzen (Haemulidae).

## Soorten
- Xenistius californiensis (Steindachner, 1876)
- Xenistius peruanus Hildebrand, 1946